# Generalkaptenskapet Puerto Rico
Generalkaptenskapet Puerto Rico (spanska: Capitanía General de Puerto Rico) var ett administrativt distrikt inom vicekungadömet Nya Spanien skapat 1580 för att förbättra det militära styret av Puerto Rico, som tidigare styrts av en guvernör utsedd av Real Audiencia de Santo Domingo. Skapandet ingick i det habsburgska Spaniens försök från sent 1500-tal att försöka hejda andra staters framfart i Karibien. Samtidigt skapade även Kuba, Guatemala och Yucatán. Generalkaptenskapet Puerto Rico upplöstes bara några månader före Spanien 1898 förlorade Puerto Rico till United States.